# 가시마다역
가시마다역(일본어: 鹿島田駅, かしまだえき)은 일본 가나가와현 가와사키시 사이와이구에 있는 동일본 여객철도(JR 동일본) 난부 선의 철도역이다.

## 역 구조
- 상대식 승강장 2면 2선의 지상역. 교상 역사를 가진다.

### 타는 곳
| 1 | ■ 난부 선 | 가와사키 방면                                           |
| 2 | ■ 난부 선 | 무사시코스기, 무사시미조노쿠치, 노보리토, 다치카와 방면 |

## 역세권 정보
- 요코스카선 신카와사키역 - 정식인 갈아타는 역이 아니지만, 이 역부터 갈아타는 손님이 있다. 2010년 3월 13일부터는 무사시코스기역에 요코스카 선의 승강장이 설치되며 난부 선과의 갈아타는 역이 된다.

## 이용 상황
2008년도의 이 역의 1일 평균 승차 인원수는 17,955명이었다.

## 역사
- 1927년 11월 1일 - 난부 철도 가와사키역 - 노보리토역 간의 개통시에 가시마다 정류소로서 개업.
- 1944년 4월 1일 - 난부 철도의 국유화에 의해 일본국유철도 난부 선의 가시마다 역이 된다(역에 승격).
- 1945년 1월 23일 - 화물 취급을 개시.
- 1973년 2월 1일 - 화물 취급을 폐지.
- 1987년 4월 1일 - 국철 분할 민영화에 의해 동일본 여객철도 난부 선의 역이 된다.

## 사진

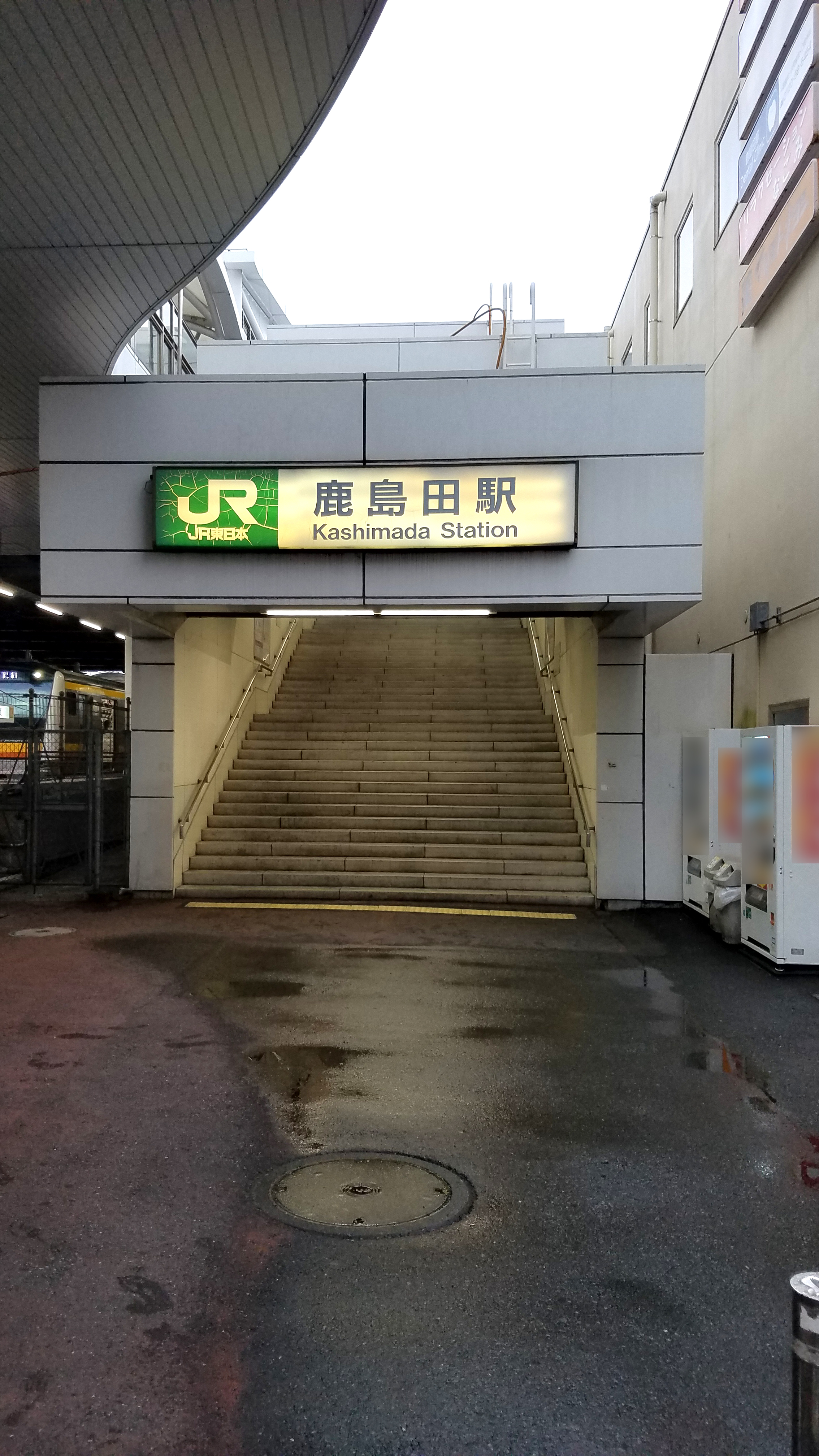
동쪽 입구(2021년 7월 8일)
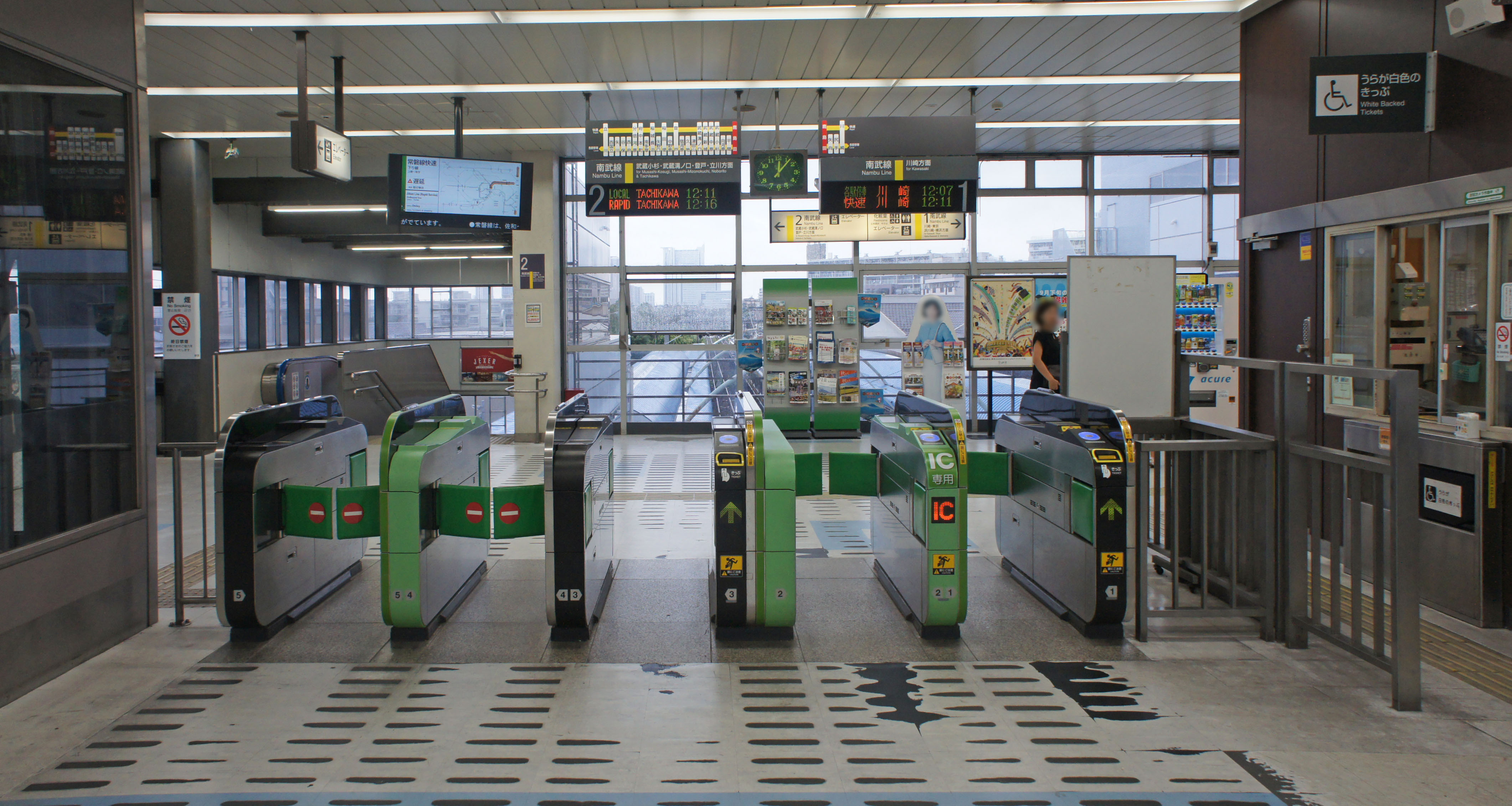
개찰(2019년 9월 16일)
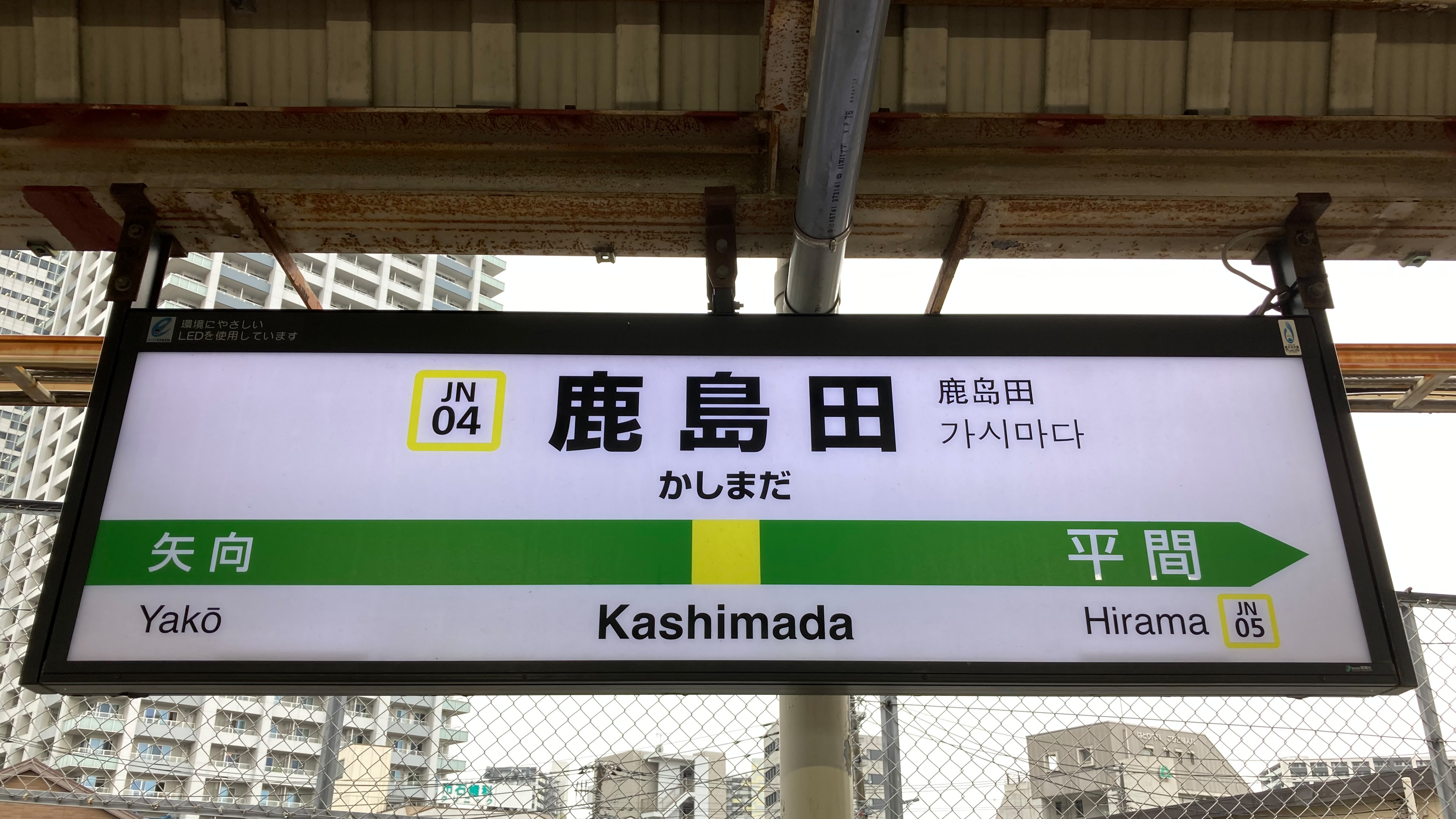
역명판(2021년 7월 8일)

## 인접한 역
| 동일본 여객철도 난부선   | 동일본 여객철도 난부선 | 동일본 여객철도 난부선     |
| ------------------------ | ---------------------- | -------------------------- |
| JN 03 야코 가와사키 방면 | 난부 선                | JN 05 히라마 다치카와 방면 |